# Amtsgericht Lehrte

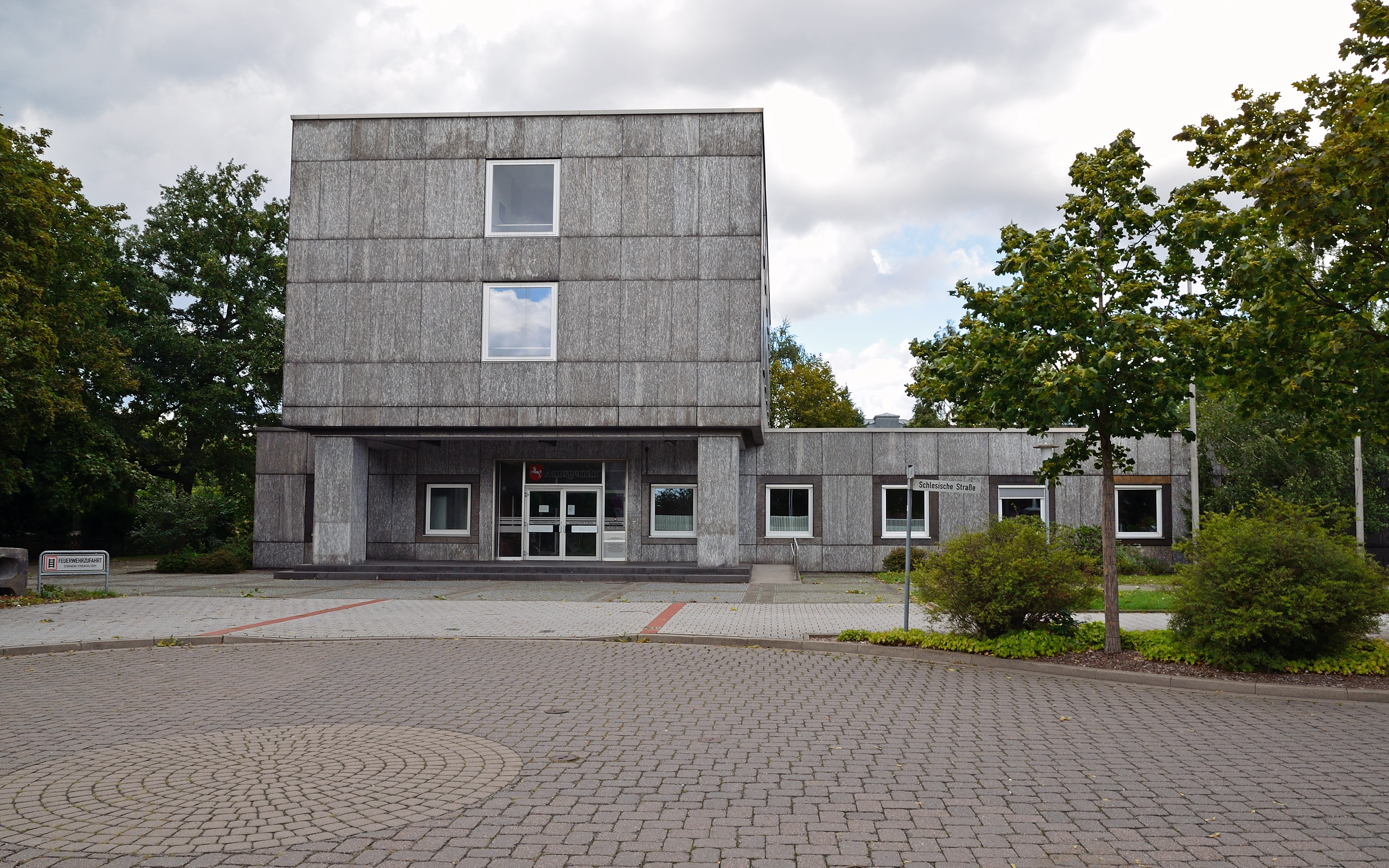
Amtsgericht Lehrte

Das Amtsgericht Lehrte ist eines von acht Amtsgerichten im Bezirk des Landgerichts Hildesheim. Es hat seinen Sitz in Lehrte in Niedersachsen.

## Zuständigkeiten
Das Amtsgericht Lehrte ist zuständig für die Städte Lehrte und Sehnde. Dem Amtsgericht Lehrte ist das Landgericht Hildesheim übergeordnet. Zuständiges Oberlandesgericht ist das Oberlandesgericht Celle.

## Geschichte
Für die Rechtsprechung in den Städten Lehrte und Sehnde war ursprünglich seit 1852 das Amtsgericht Burgdorf zuständig. Aufgrund der wachsenden Einwohnerzahl Lehrtes wurden Rufe nach einem eigenen Amtsgericht laut. 1948 wurde zunächst eine ständige Nebenstelle des Burgdorfer Gerichts in Lehrte eingerichtet. Zum 1. Mai 1954 bekam Lehrte schließlich sein eigenes Amtsgericht. Mit dem Bau der Justizvollzugsanstalt Sehnde verfügt der Gerichtsbezirk seit 2004 über die drittgrößte JVA des Landes.

## Gebäude
Die Gerichtstage vor Gründung des Lehrter Amtsgerichts fanden anfangs in einem Saal der Behreschen Gastwirtschaft und später in Räumen der Stadtverwaltung statt. Nach dem Zweiten Weltkrieg wurde ein Flügel des Kreissparkassengebäudes genutzt. 1968 wurde ein Neubau in der Schlesischen Straße im Lehrter Zentrum errichtet, das das Amtsgericht bis heute beherbergt. In der Burgdorfer Straße wurde zusätzlich eine Nebenstelle eingerichtet.